# Beretta M1931
A Beretta M1931, formalmente Beretta Brevetto 1915-1919 Modello 1931, ou mais simplesmente Beretta M31 é uma pistola semiautomática fabricada pela Beretta, desenhada por Tullio Marengoni que era o engenheiro chefe da empresa, fabricada entre as duas Guerras Mundiais e adotada pela "Regia Marina" e pelas milícias "Stradale" e "Forestale" e pelos "Camisas-negras".

## Histórico e uso
Como o nome indica, a Beretta M1931 é a evolução posterior da Beretta M1915/19 (também chamada de "Beretta M1922", passando pela Beretta M1923 e levando ao lendário "Modello 34").
A M23 no calibre 9mm Glisenti, proposto em 1923 às Forças Armadas Reais para substituir a Beretta M15, não teve o sucesso desejado. No início da década de 1930, porém, a necessidade de uma nova pistola semiautomática foi sentida pelas forças armadas e policiais. Em 1930, a Beretta começou a estudar essas necessidades com os Departamentos de Logística Militar ("Stabilimento Militare Armi Leggere" (SMAL) de Terni, "Centro Studi Armi portatili del Regio Esercito", "Centro Studi ed Esperienze Regia Marina") e com as forças policiais. O novo modelo de pistola foi apresentado em 1931.
A Regia Marina encomendou 3.300 exemplares dessa pistola, enquanto algumas centenas foram para as milícias "Stradale" e "Forestale" dos "Camisas-negras". A produção terminou em 1935 com 8.000 peças entre a M31 e a versão M32 subsequente.

## Projeto
Ao desenhar esta arma, Tullio Marengoni retoma as inovações introduzidas na época na M23, ou seja, o cão externo, (ainda sem meia montagem, introduzido apenas com o M34) e o seccionador acionado por uma fresagem no carro. Já para o calibre, ele abandona o fraco 9mm Glisenti em favor do Browning 7,65 × 17 mm (já usada pelo M22), calibre que garantia redução de peso e volume (julgado excessivo no M23) para a vantagem total de controlabilidade e manuseio.

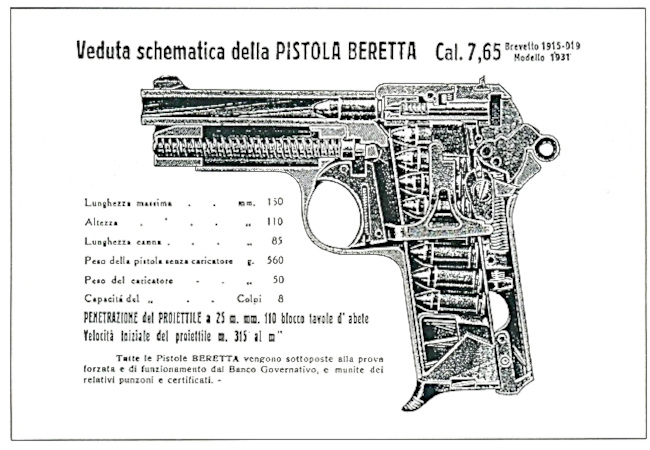
Vista esquemática da Beretta M1931.

Além das dimensões menores, em comparação com o progenitor M23, os punhos são feitos de madeira e o cabo, mesmo que ainda bastante vertical, é tornado mais ergonômico pelo punho mais largo e pelo aparecimento da famosa almofada de nariz na extremidade dianteira do slide, o apêndice do descanso do dedo mínimo que mais tarde caracterizará o famoso M34. Quanto à mecânica, em comparação com o M23, a mira traseira volta a ser encaixada no slide e não fresada do sólido; o amortecedor de recuo do parafuso é eliminado e o ângulo de rotação da alavanca de segurança é aumentado de 120 para 180 graus para evitar o desengate acidental, redesenhando assim o vértice superior frontal da empunhadura esquerda.

## Variantes

### M1932
A Beretta Modello 1932, apesar do nome, surgiu no final de 1933. Mais do que um modelo definido, a M32 representa uma série de protótipos que unem, na sua evolução, o M31 ao M35, tanto que muitas vezes o número 2 de 1932 é sobre estampado no "1" de quadros destinadas ao modelo de 1931 e até mesmo alguns exemplplares mais tardios existem no calibre 9mm curto do 34.
Comparado ao 31, as mudanças se limitam à linha do cabo, mais arredondada e confortável, e ao alargamento da ponte do gatilho.
Provavelmente os primeiros Modelos 32 foram entregues à Regia Marina, inseridos nos últimos lotes dos 31, enquanto os últimos, com características mais avançadas, provavelmente foram entregues à Regia Aeronautica junto com os primeiros suprimentos da Beretta M35, e na Beretta M34 no calibre 7,65×17 mm.